# Patrick Regnault
Patrick Regnault (* 31. März 1974 in Villers-Semeuse, Département Ardennes) ist ein ehemaliger französischer Fußballtorwart.

## Karriere
Regnault begann als Siebenjähriger mit dem Fußballspielen und spielte bis zum Alter von 14 Jahren im Sturm, ehe er durch eine schwere Erkrankung für ein Jahr außer Gefecht gesetzt wurde. Bei seiner Rückkehr wurde in der Mannschaft ein Torwart benötigt, sodass Regnault die Position wechselte. 1991 unterschrieb er beim OFC Charleville als 17-Jähriger einen Profivertrag, kam aber in seinem ersten Jahr zu keinem Einsatz in der Profimannschaft, die 1992 den Aufstieg von der dritten in die zweite Liga schaffte. Dort debütierte er in seiner zweiten Profisaison. Weil der ebenfalls junge Grégory Wimbée ihm in der Regel jedoch vorgezogen wurde, lief Regnault nur unregelmäßig auf. Nachdem dieser 1994 den Verein verlassen hatte, wurde mit Fabrice Grange aus der zweiten Mannschaft von Olympique Lyon ein weiterer Konkurrent Regnaults verpflichtet. Zwar konnte dieser in der Saison 1996/97 letztlich den Konkurrenzkampf gewinnen, doch brachte die Spielzeit gleichzeitig den Abstieg mit sich. Regnault entschied sich für einen Wechsel und unterschrieb beim ebenfalls drittklassigen FC Saint Denis-Saint Leu. 1998 kehrte er dem Klub nach einem Jahr den Rücken, als er beim Le Mans UC als Ersatz für den bisherigen Keeper Olivier Pédémas verpflichtet wurde. Bei dem Zweitligisten spielte er eine gute Saison und erreichte mit dem Team das Halbfinale. Dennoch entschied er sich 1999 nach einem Angebot des Erstligisten CS Sedan für einen weiteren Wechsel. In Sedan war er zunächst der zweite Torwart hinter Nicolas Sachy, als deren künftiger Nachfolger er eingeplant war. Das führte dazu, dass er die erste Saison ohne einen bestrittenen Einsatz in der Liga verbrachte und erst in der Saison 2000/01 zu seinem Debüt in der französischen Eliteklasse kam. Im Verlauf der folgenden Spielzeit verdrängte er Sachy endgültig, der 2002 seine Karriere beendete. Danach war Regnault unangefochtener Stammtorwart, musste allerdings in seiner ersten Saison als solcher den Abstieg in die zweite Liga hinnehmen. Dort blieb er die Nummer eins im Tor und konnte zwar zunächst keinen Aufstieg feiern, aber 2005 dennoch den Einzug ins Pokalfinale, das jedoch mit 1:2 gegen AJ Auxerre verloren ging. 2006 gelang dem Team der Aufstieg, dem 2007 hingegen der sofortige Wiederabstieg folgte. Regnault blieb durchgehend Stammtorwart, wurde allerdings in der Saison 2008/09 zum Ziel von Kritik und Pöbeleien durch das Publikum, sodass er sich für eine Beendigung seiner Karriere zum Saisonende entschied.